# Jodis argutaria
Jodis argutaria là một loài bướm đêm trong họ Geometridae.